# Psychotria brevicalyx
Psychotria brevicalyx är en måreväxtart som beskrevs av Francis Raymond Fosberg. Psychotria brevicalyx ingår i släktet Psychotria och familjen måreväxter. Inga underarter finns listade i Catalogue of Life.